# Loulou (film, 1929)
Pour les articles homonymes, voir Loulou.
Pour plus de détails, voir Fiche technique et Distribution.
Loulou (Die Büchse der Pandora) est un film dramatique allemand réalisé par Georg Wilhelm Pabst, sorti en 1929.

## Synopsis
Loulou, jolie flapper maîtresse du Dr Schön, un patron de presse, est dans son appartement avec Schigolch son vieil ami. Ils se rappellent l'ancien temps et Loulou esquisse quelques pas de danse. Schön entre et Schigolch a juste le temps de se cacher sur le balcon. Schön annonce à Loulou qu'il va se marier avec une femme de son rang, en l'occurrence la fille d'un ministre, et qu'il ne peut plus avoir de relations avec elle. Elle lui rétorque que « Si tu veux te libérer de moi tu devras me tuer. » Schigolch sort de sa cachette et Loulou le présente comme étant son ancien « mécène. »
Alwa, le fils de Schön, amoureux de Loulou, veut monter une revue et engager Loulou. Schön accepte et il en fera la publicité dans ses journaux. À la générale, Loulou quitte la scène et s'enferme dans sa loge. Elle consent à ouvrir la porte à Schön qui se jette à ses pieds et la supplie de reprendre son rôle. Sa fiancée ayant ouvert la porte voit la scène. Les fiançailles sont rompues. Alwa convainc son père d'épouser Loulou qui accepte. Le jour du mariage Loulou s'éclipse abandonnant les invités et rejoint la chambre nuptiale dans laquelle Alwa, Schigolch, qu'elle prétend être son père, et Rodrigo, le trapéziste, sont aux pieds de Loulou et consomment force coupes de champagne. Schön entre dans la chambre, chasse les intrus, va chercher un revolver, agresse violemment Loulou, et lui intime de prendre l'arme, de la braquer sur elle et de se suicider. Durant la dispute un coup de feu éclate. Schön tombe mort.
Quelques mois plus tard a lieu le procès où elle est jugée pour le meurtre de Schön. Elle est accusée d'avoir ouvert la boîte de Pandore et d'avoir ainsi libéré tous les maux de la terre, dont le vice. Le procureur requiert la peine de mort. Elle est condamnée à cinq ans de réclusion. En attendant la décision du tribunal, Rodrigo et Schigolch déclenchent l'alarme et crient « au feu. » Loulou, profitant de la panique de la foule, s'échappe.
Avec Alwa, Schigolch et Rodrigo, elle s'enfuit et ils se retrouvent sur un yacht, tripot français fréquenté par la haute société. La comtesse Anna Geschwitz, qui est également amoureuse de Loulou, retrouve celle-ci qui lui explique qu'elle est devenue entraîneuse, qu'elle doit une forte somme à Rodrigo et qui lui demande de coucher avec lui pour effacer la dette. La comtesse accepte, malgré sa répulsion envers le sexe masculin. La police effectue une descente. On retrouve Rodrigo mort.
Loulou, Alwa et Schigolch réussissent à s'échapper et à rejoindre Londres où ils échouent dans les bas quartiers, Alwa ayant dilapidé sa fortune au jeu. Loulou drague un passant et l'invite à monter dans la mansarde. Il lui dit qu'il n'a pas d'argent et elle lui répond : « Viens quand même. Tu me plais ! » C'est Jack l'Éventreur qui la poignarde à mort.

## Fiche technique
- Titre : Loulou
- Titre original : Die Büchse der Pandora
- Réalisation : Georg Wilhelm Pabst

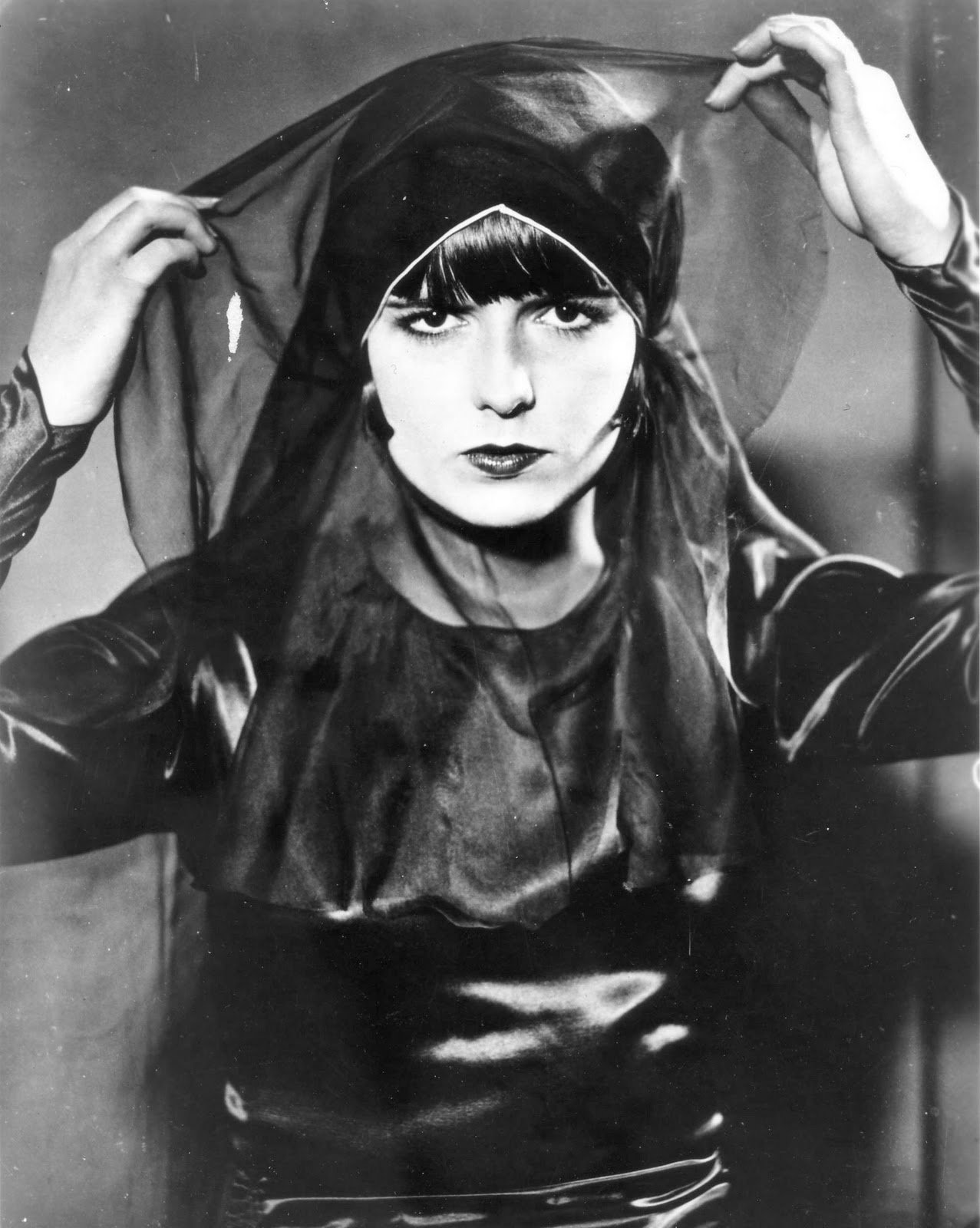
Louise Brooks dans le rôle de Loulou (photo publicitaire du film).

- Scénario : Georg Wilhelm Pabst, Joseph Fleisler et Ladislaus Vajda, d'après la pièce de Frank Wedekind
- Musique : Timothy Brock ; Peer Raben (version restaurée)
- Photographie : Günther Krampf
- Direction artistique : Andrej Andrejew, Gottlieb Hesch
- Assistant réalisation : Marc Sorkin et Paul Falkenberg (non crédité)
- Production : Seymour Nebenzal, pour la Nero-Film
- Société de distribution : Süd-Film
- Pays de production :  République de Weimar
- Format : Noir et blanc - 1,33:1 - Muet - 35 mm
- Genre : drame
- Durée : 100 minutes ; 133 minutes (version restaurée)
- Date de sortie : 
  - République de Weimar : 30 janvier 1929 (Berlin) (première).
- Affiche : René Péron (France)

## Distribution
- Louise Brooks : Loulou
- Fritz Kortner : Dr Ludwig Schön
- Francis Lederer : Alwa Schön
- Carl Goetz : Schigolch
- Krafft-Raschig : Rodrigo Quast
- Alice Roberts : la comtesse Anna Geschwitz
- Michael von Newlinsky (en) : le marquis Casti-Piani
- Gustav Diessl : Jack l'Éventreur
- Daisy D'ora : la fille du ministre fiancée au Dr Schön
- Sig Arno : le directeur du théâtre
- Hans Casparius[1]

## Autour du film

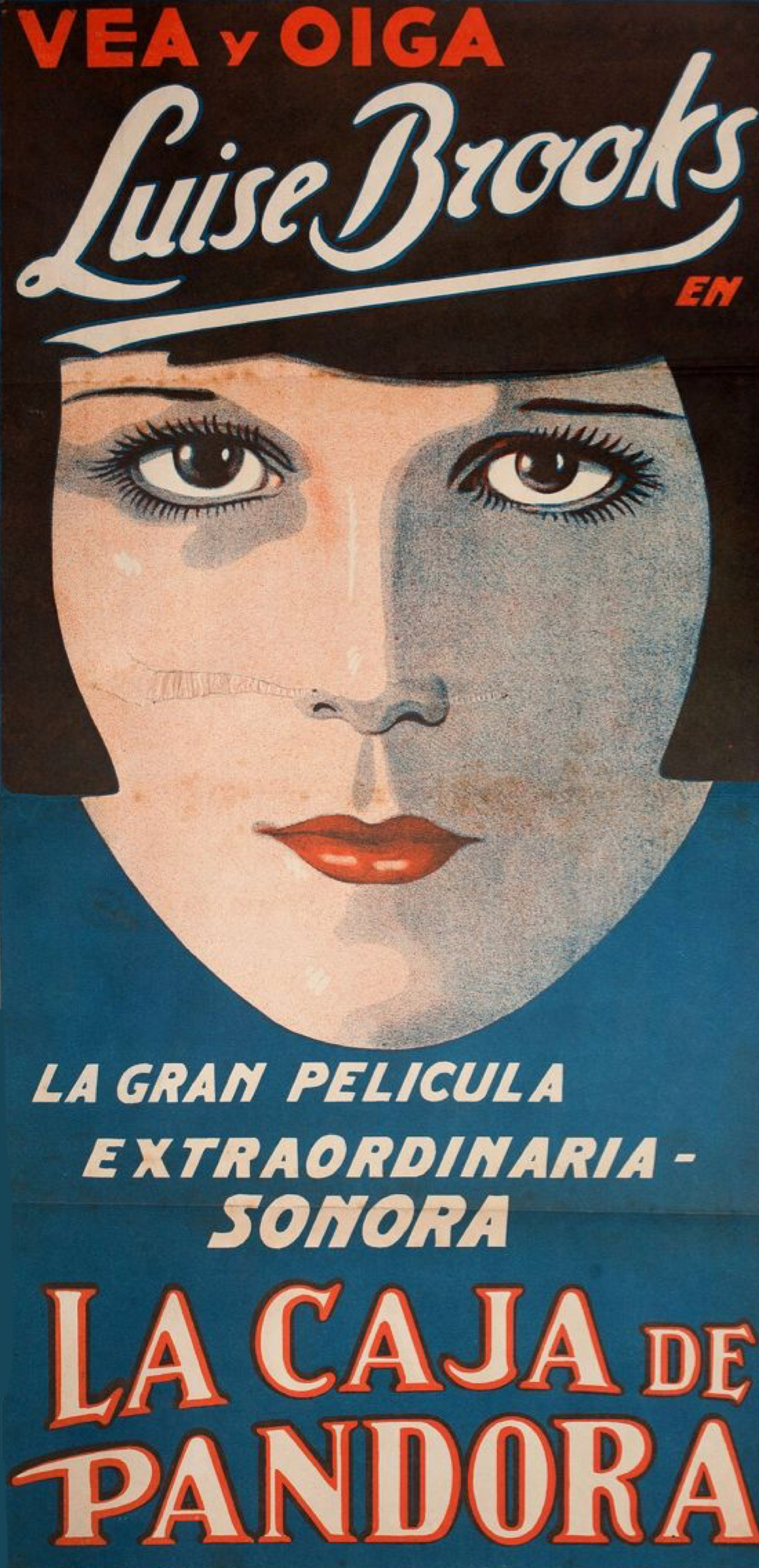
Affiche italienne du film.

Loulou est une jeune femme qui ne s'encombre d'aucun préjugé, vivant pour l'amour et le plaisir.
Le film est une adaptation de deux pièces de théâtre du dramaturge allemand Frank Wedekind qui firent scandale au début du XXe siècle, L'Esprit de la terre (en) (Erdgeist, 1895) et La Boîte de Pandore (en) (Die Büchse der Pandora, 1902).
Dans les pays de langue française, le film est connu sous le nom de Loulou et non par son titre original. Ce dernier est en rapport avec la plaidoirie de l'accusation lors du procès de Loulou, le procureur l'accusant d'avoir ouvert la boîte de Pandore libérant tous les vices de la terre.
Le rôle de la comtesse est souvent cité comme le premier personnage explicitement lesbien de l'histoire du cinéma.
Le film a été censuré dans plusieurs pays, notamment les États-Unis et le Royaume-Uni qui retirent de nombreux passages, dont un où la comtesse Geschwitz et Loulou s'en vont vers un lit lors du mariage de cette dernière.
La censure française a mutilé le film et rendu les personnages plus fréquentables. Le docteur devient le père adoptif de Loulou, son fils Alwa est transformé en secrétaire asexué, la comtesse n'est plus une lesbienne mais une amie d'enfance de Loulou, Loulou est acquittée et se convertit à l'Armée du salut. Jack l'Éventreur disparaît. Une copie conforme aux vœux de Pabst a été remontée en 1980.
Le personnage de Loulou a inspiré celui de Nana Kleinfrankenheim, dans le film Vivre sa vie de Jean-Luc Godard, et celui d'Ingrid, dans le film J'embrasse pas d'André Téchiné.
Un remake (Lulu) a été réalisé en 1980 par Walerian Borowczyk, avec Anne Bennent dans le rôle titre.
Le film est diffusé sur une toile lors de la scène de la fête du film La_Vie_d'Adèle_:_Chapitres_1_et_2.

#### Analyses
- (fr) Sur dvdclassik.com.
- (fr) Sur objectif-cinema.com.